# Sargocentron dorsomaculatum
Sargocentron dorsomaculatum är en fiskart som först beskrevs av Shimizu och Yamakawa, 1979.  Sargocentron dorsomaculatum ingår i släktet Sargocentron och familjen Holocentridae. Inga underarter finns listade i Catalogue of Life.